# サメ (タンザニア)
サメ（英: Same）は、タンザニア北部のキリマンジャロ州に位置する町。人口は2万5794人（2012年）。ケニアとの国境近くにある。

## 交通
国鉄タンガ線の駅がある。